# لویی آگاسی
لویی آگاسی (به انگلیسی: Jean Louis Rodolphe Agassiz)، یک دیرینه‌شناس، یخچال‌شناس، زمین‌شناس و پزشک سوئیسی (۲۸ می ۱۸۰۷ - ۱۴ دسامبر ۱۸۷۳) است که به‌دلیل نوآوری در مطالعه تاریخ طبیعی مشهور است. او در سوئیس بزرگ شد و استاد دانشگاه نوشاتل شد. بعداً او به ایالات متّحدهٔ آمریکا رفت و در آن جا استادی دانشگاه هاروارد را بر عهده گرفت.
لویی آگاسی نخستین کسی بود که در سال ۱۸۳۷ مفهوم امروزی عصر یخبندان را ارائه داد و با شواهد معتبر علمی اظهار کرد که در گذشته شرایط اقلیمی مناطق مختلف جهان بسیار متفاوت با امروز بوده‌است. او در همان سال به عضویت آکادمی سلطنتی علوم سوئد انتخاب شد. او بر اساس تحقیقات دانشمندان پیش از خود مانند هورس بندیکت دو سوسور و چند دانشمند دیگر یخچال‌های طبیعی آلپ را به‌عنوان موضوع مطالعات خود انتخاب کرد و به این نتیجه رسید که صخره‌های سرگردان کوه‌های آلپ توسط یخچال‌های طبیعی از دامنه‌های رشته‌کوه جورا پراکنده شده است.